# Kabuto

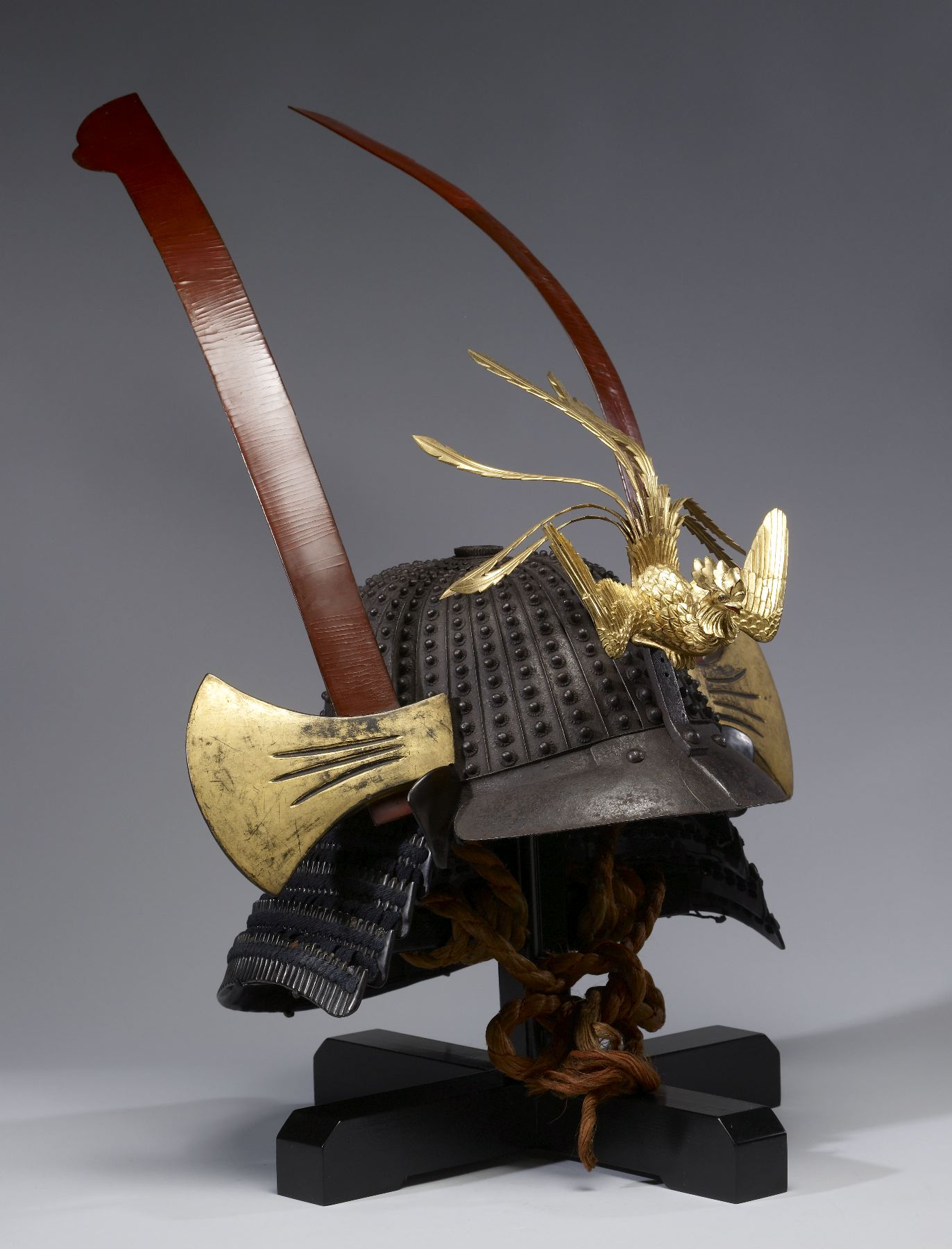
Kabuto typu hoshi

Kabuto (jap. 兜, 冑) – hełm japoński. Kabuto oznacza dosłownie „hełm”, ale używa się tego określenia w szczególności do pełnych hełmów, składających się z czaszy i nakarczka. Stanowił część zbroi japońskiej, np. typu gusoku. Najstarszym oraz najczęściej spotykanym typem kabuto jest hoshi.

## Historia
Najstarsze odnalezione fragmenty zbroi i hełmów japońskich pochodzą z IV-V w. n.e. Uzbrojenie to składało się z poziomych pasów żelaznych, na wzór dawniejszych form ze skóry, znanych z wyobrażeń ikonograficznych. Hełmy tych zbroi miały nakarczek, a z przodu były wzmocnione rodzajem grzebienia. Następnie, w V-VI w. pod wpływem chińskim wykształcił się hełm o dzwonie bardziej zaokrąglonym, z nitowanych pionowych płytek (klinów), o szerokim daszku i płytkowym nakarczku. Na szczycie hełmu była mała kopułka z otworem na pióropusz lub kok. W późnym okresie Heian powstała klasyczna, lamelkowa zbroja japońska, tzw. wielka zbroja ō-yoroi, której zazwyczaj towarzyszył hełm typu hoshi (hoshi-kabuto). Zbudowany on był z folg połączonych nitami o wyraźnie wystających główkach, będących wyróżnikiem tego typu. Wiązania pięciofolgowego nakarczka były z boku osłonięte specjalnymi płytkami. Hełmy te posiadały daszek, podpinkę i sznur do wiązania, a używane były na ogół z półmaską (happori). Pierwotnie hoshi miał osiem folg, ale z czasem zwiększano ich liczbę (do 72 sztuk). Wraz ze wzrostem liczby klinów rosła też liczba nitów, osiągając kilkaset sztuk. Ze względu na zbieżność fonetyczną i zastosowanie tej samej pisowni znakowej słowa hoshi oznaczającego zarówno główkę nitu, jak i gwiazdę, przyjęła się nazwa „hełmu gwiaździstego”. Hoshi-kabuto w niezmienionej formie używany był do drugiej połowy wieku XIV.
Od XIV do XVI w. forma hełmu ewoluowała, w szczególności tracąc wystające nity, a zyskując żebrowanie powstałe przez odgięcie do góry krawędzie tworzących go lamelek. Ten typ, zwany suji-kabuto, który pojawił się w drugiej połowie XVI w. miał często nader obszerny nakarczek i duże skrzydła boczne. Ponadto dzwon suji był głębszy niż w hoshi, co powodowało, że lepiej chronił głowę wojownika. W czasie wojny Ōnin rozpowszechniła się praktyka mocowania do hełmów tulejek na małe flagi. Pod koniec XVI w. powróciła moda na hełmy z wystającymi nitami. Rozwój płatnerstwa przyczynił się do powstania kolejnych typów hełmów, często bogato zdobionych, mających również za zadanie, poprzez swoją wielkość, wzbudzenie strachu i respektu u przeciwnika.
Największą różnorodność form osiągnęły japońskie hełmy w okresie Sengoku („państw walczących”). Obok kształtów tradycyjnych, pojawiały się wzorowane na pestkach owoców, hełmach europejskich (czasem były to wprost importowane europejskie hełmy, np. moriony, przerabiane zgodnie z japońską modą), czy hełmy o bardzo wysokich, stożkowatych dzwonach (tzw. eboshi kabuto). Popularne były też „wojenne kapelusze”, jingasa, płaskie kapaliny z metalu lub lakowanej skóry (tych kapeluszy na ogół nie wlicza się do kabuto sensu stricto).

## Części składowe
Podstawowe elementy rozwiniętej formy japońskiego hełmu to dzwon, na ogół z zespojonych ze sobą licznych drobnych płytek, do którego mocowano niewielki daszek ze stalowej płytki, nad którym znajdowały się montowania do różnego typu klejnotów. Klejnoty te od XI w. często przyjmowały formę mitycznych stworzeń. Na szczycie hełmu zazwyczaj znajdował się otwór (zwany tenku, tehen lub hachimanza), który pierwotnie służył do przeciągania przezeń koka włosów samuraja; otoczony był ozdobną rozetą, często w kształcie chryzantemy. Tył głowy i kark wojownika chronił nakarczek składający się z na ogół z 3-7 folg metalowych lub z utwardzanej skóry. Przed odcięciem zabezpieczano nakarczek bocznymi tarczkami, na których czasami umieszczano też herb noszącego. W hełmach łuczniczych jedna z tych tarczek była często odchylana, by zwiększyć pole widzenia strzelającego w bok żołnierza.
|   | nr                            | nazwa japońska                               | opis        |
| - | ----------------------------- | -------------------------------------------- | ----------- |
|   | 1                             | hachi                                        | dzwon hełmu |
| 2 | shikoro                       | nakarczek                                    |             |
| 3 | fukigaeshi                    | boczne folgi osłaniające mocowania nakarczka |             |
| 4 | mae-zashi                     | daszek                                       |             |
| 5 | hari-date                     | tuleja do montażu klejnotu                   |             |
| 6 | datemono                      | klejnot                                      |             |
| 7 | hachimanza, wokół niej kikuza | otwór okolony ozdobną rozetą                 |             |

Wczesne hełmy nie były wyścielane, zakładano pod nie rodzaj zawoju. Późniejsze mają z reguły wyściółkę z materiału, owiniętą dodatkowym pasem tkaniny i zamocowaną wzdłuż krawędzi dzwonu, tak że szczyt czaszy nie dotykał głowy. Dawało to dodatkową amortyzację przy uderzeniu. Hełm mocowano na głowie sznurem, splatanym lub zszywanym z pasków miękkiej tkaniny, nieraz bardzo długim (2 m), splatanym w wymyślne węzły, mające funkcję praktyczną (solidne i wygodne przywiązanie czaszy do głowy), jak i symboliczną. Całość uzupełniała ochrona twarzy w postaci pełnej lub połówkowej maski, nieraz o groteskowo-karykaturalnym wyrazie i zdobionej wielkimi wąsiskami z konopnego sznura.
| grafika     | nazwa japońska                       | opis                                                   | grafika                                       | nazwa japońska | opis                             |                                  |
| ----------- | ------------------------------------ | ------------------------------------------------------ | --------------------------------------------- | -------------- | -------------------------------- | -------------------------------- |
|             | datemono                             | Klejnot na hełmie; hełm z lewej ma trzy typy klejnotu: |                                               |                | Dodatkowe, ważne elementy hełmu: | Dodatkowe, ważne elementy hełmu: |
| maedate     | Klejnot z przodu, centralnie         | menpō                                                  | Maska, tworząca osłonę twarzy, tu ozdobiona – |                |                                  |                                  |
| wakidate    | Klejnoty boczne (tu w postaci rogów) | kuchi-hige                                             | – charakterystycznymi, sumiastymi wąsami      |                |                                  |                                  |
| kashiradate | Klejnot na szczycie hełmu            | shinobi-no-o                                           | Sznur, tworzący mocowanie hełmu               |                |                                  |                                  |

## Podstawowe typy hełmów japońskich
|  | Zobacz multimedia związane z tematem: Hoshi-bachi kabuto |

|  | Zobacz multimedia związane z tematem: Suji bachi kabuto |

|  | Zobacz multimedia związane z tematem: Zunari kabuto |

|  | Zobacz multimedia związane z tematem: Eboshi kabuto |

|  | Zobacz multimedia związane z tematem: Tatami kabuto |

|  | Zobacz multimedia związane z tematem: Nambam kabuto |

|  | Zobacz multimedia związane z tematem: Kawari kabuto |